# Berghättemossa
Berghättemossa (Orthotrichum rupestre) är en bladmossart som beskrevs av Schleicher och Schwaegrichen 1816. Berghättemossa ingår i släktet hättemossor, och familjen Orthotrichaceae. Arten är reproducerande i Sverige. Inga underarter finns listade i Catalogue of Life.